# Dada Masilo

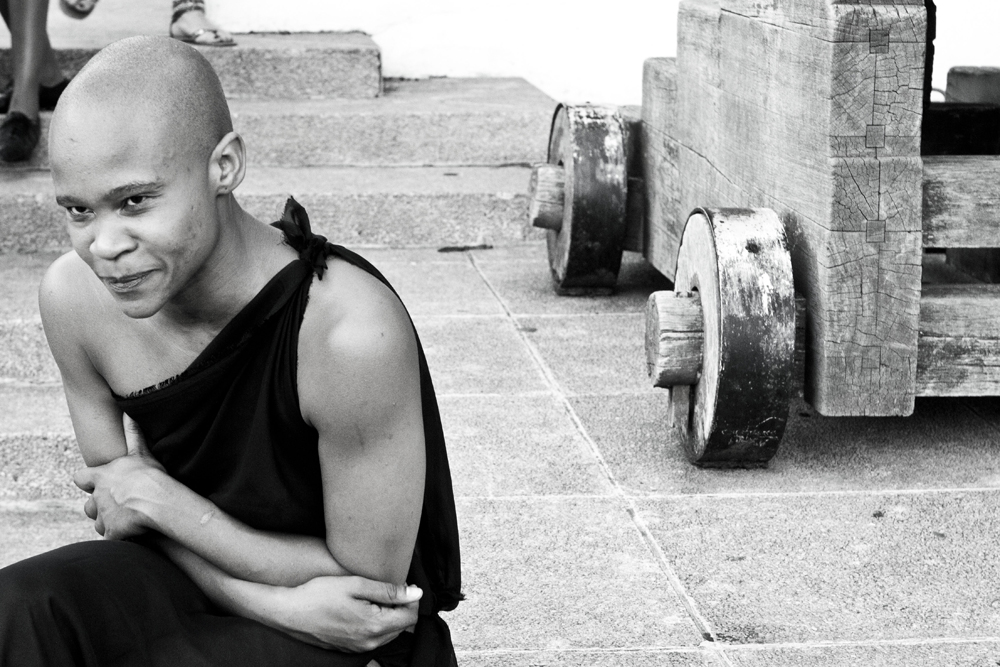
Dada Masilo (2012)

Dada Masilo (* 21. Februar 1985 in Soweto; † 29. Dezember 2024) war eine südafrikanische Choreografin und Tänzerin, die mit ihren Neuinterpretationen klassischer Ballettstücke wie etwa Giselle und Schwanensee international bekannt wurde. Sie galt als Ausnahmetalent.

## Leben und Werk
Dada Masilo begann im Alter von 11 Jahren mit Tanzunterricht in The Dance Factory. Sie trat bereits in diesem Alter vor der niederländischen Königin Beatrix auf. Später besuchte sie die National School of the Arts in Johannesburg, wo sie mit 17 Jahren ihren Abschluss erhielt. Anschließend lernte sie bei der Jazzart Dance Theatre Company in Kapstadt. Von dort zog sie nach Brüssel, wo sie zwei Jahre lang ihre Tanzausbildung an den Performing Arts Research and Training Studios fortsetzte. Masilo betonte stets die Bedeutung des klassischen Balletttrainings, während sie gleichzeitig eine moderne tänzerische Sprache entwickelte, die von traditionellen südafrikanischen Bewegungsstilen inspiriert war.
2006 kehrte sie nach Südafrika zurück, wo sie eigenständig kreativ zu arbeiten begann. Bereits 2008 wurde sie dafür mit dem Standard Bank Young Artist Award for Dance ausgezeichnet. Nach nationalen Erfolgen mit Adaptionen von Romeo and Julia (2008), Carmen (2009) und Schwanensee (2010) wurde sie 2011 zu dem Anticodes festival in Brest eingeladen. In den folgenden Jahren tourte sie mit ihren Inszenierungen intensiv in Europa und nahm unter anderem 2014 mit Carmen an der Biennale de la danse de Lyon teil. Insgesamt trat sie in dieser Zeit in neun verschiedenen europäischen Ländern auf, allein in Paris gastierte sie fünf Wochen. 2015 und 2016 tourte sie in den Vereinigten Staaten, Kanada und Australien, wo sie auf dem Perth Festival zu sehen war.
Masilo wurde international als Star des zeitgenössischen Tanzes gefeiert und beeindruckte vor allem durch ihre stürmischen, energiegeladenen Neuinterpretationen klassischer Stoffe. 2014 und 2017 waren ihre Interpretationen der Stücke Schwanensee, respektive Giselle, in Wien zu sehen. Dada Masilo führte dabei nicht nur die Choreografie, sondern tanzte auch selbst. Ihre Choreografien wurden als wegweisend angesehen und stießen weltweit auf großes Interesse.
Im Jahr 2018 wurde Dada Masilo zur Next-Generation-Laureatin des Prinz-Claus-Preises ernannt. 2016 wurde sie zudem für ihre Version von Tschaikowskis Schwanensee in New York für den Bessie Award nominiert.
2022 war Dada Masilos Stück Sacrifice, das von Igor Strawinskys Le sacre du printemps inspiriert ist und traditionelle Tänze der Tswana integriert, auf den Ruhrfestspielen zu sehen, ebenso beim Colours-Tanzfestival im Stuttgarter Theaterhaus. Die Uraufführung des Stücks fand 2021 beim ImPulsTanz-Festival in Wien statt. Ditta Rudle urteilte in der Wiener Zeitung, Dada Masilo habe „mit der körperbetonten, perfekt getimten Kreation … ihrer Karriere als markante Choreografin einen weiteren Edelstein hinzugefügt.“
Im Juli 2024 präsentierte sie in Wien eine Uraufführung zu Shakespeares Hamlet. Mit Livemusik, Schauspiel und ihrem energiegeladenen Tanz schuf sie ein beeindruckendes Werk, das mit ungewöhnlichen Elementen wie einem nackten Auftritt von Masilo selbst in der Rolle einer geisterhaften Ophelia abschloss.
Dada Masilo verstarb am 29. Dezember 2024 nach kurzer Krankheit im Alter von 39 Jahren. Sie arbeitete zu diesem Zeitpunkt angeblich an einem auf eigener Lebenserfahrung basierenden Solostück über den Verlust geliebter Menschen.

## Auszeichnungen (Auswahl)
- 2016 Nominierung für den Bessie Award in New York für Schwanensee[3]
- 2017 Danza&Danza Award für ihre Interpretation der Giselle[11]
- 2018 Prinz-Claus-Preis[11]
- 2024 Premio Positano Léonide Massine für ihr Lebenswerk[2]
- 2024 Anerkennung als eine der „artistic icons in the City of Gold“ mit einem Stern in der Wand der Soweto Theaters in Johannesburg[11]